# Vietnamese keuken
De Vietnamese keuken is sterk beïnvloed door de keukens van de omliggende landen en tijdens de Franse koloniale overheersing door de Franse keuken. De keuken staat bekend om het gebruik van vooral verse ingrediënten en het combineren van verschillende smaken zoals zoet, zuur en pittig in een gerecht. De gerechten worden vooral gestoomd en geroosterd. De keuken is van nature glutenvrij omdat deze op rijst gebaseerd is, o.a. door het gebruik van rijstnoedels, rijstpapier en rijstmeel. Veel gebruikte kruiden zijn citroengras, gember, munt, koriander, stinkdistel, kaneel, rawit, limoen en basilicum. Buiten Vietnam is deze keuken populair geworden in landen met een grote Vietnamese gemeenschap, zoals Australië, Canada, het Verenigd Koninkrijk en de Verenigde Staten.

## Filosofie
In veel gerechten wordt met vijf verschillende elementen rekening gehouden. Dit wordt gezien als een verwijzing naar de vijfledige filosofie van Wu Xing en de vier elementen van Mahābhūta. Deze elementen zijn, de smaak (zoet, zout, bitter, zuur en pikant), de zintuigen (esthetiek, smaak, tast, geur en geluid), kleuren, organen (maag, galblaas, dunne darm, dikke darm en urineblaas) en voedingsstoffen (koolhydraten, vet, eiwit, mineralen en water)
Voor de smaak geldt het principe van yin en yang waarbij deze op een uitgebalanceerde wijze worden gecombineerd. Zo worden bijvoorbeeld hete smaken gecombineerd met zure of zoete smaken. Ook wordt vaak zorg besteed aan het rangschikken van verschillende gekleurde ingrediënten.

## Enkele gerechten

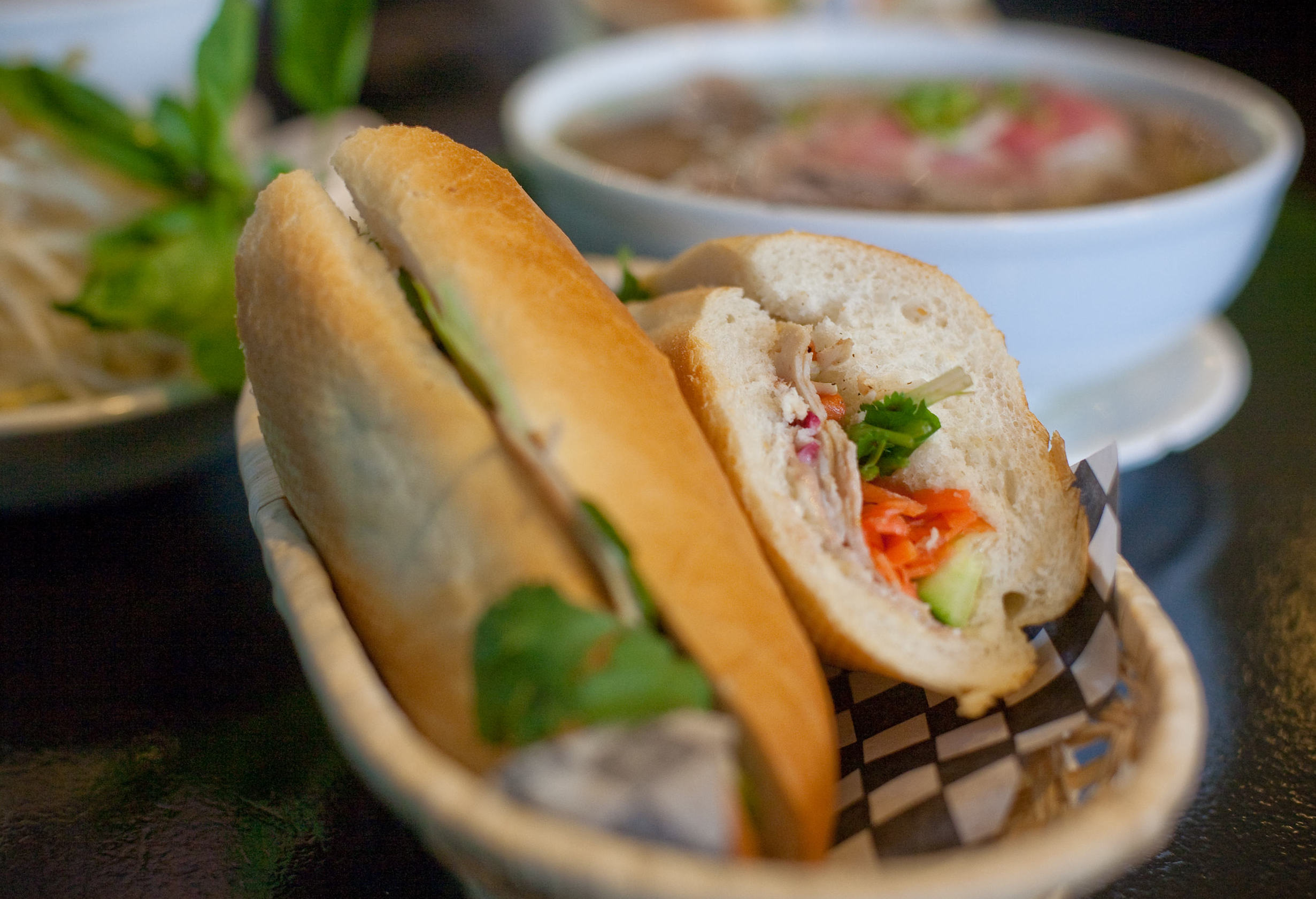
Bánh mì met op de achtergrond een kom Phở.

Vietnam wordt cultureel ingedeeld in de drie regio's noord, midden en zuid met hun eigen gerechten. De keuken van het middengebied is onderscheidend doordat deze scherper is.
Enkele Vietnamese gerechten zijn:
- Phở is de nationale noedelsoep met vlees (meestal rundvlees en anders kip) en kruiden. Deze wordt bij het ontbijt gegeten.
- Bánh mì is belegd stokbrood (vaak met vlees) en het meest opvallende overblijfsel van de Franse keuken.
- Een balut is een gekookt eendenei met een bijna volgroeide embryo.
- Congee is een rijstpap of rijstsoep.
- Chả giò is een kleine loempia gevouwen in rijstpapier. Deze kent ook in de westerse wereld grote bekendheid
- Hoisinsaus is een zoete saus die in veel gerechten wordt verwerkt.
- IJskoffie met gecondenseerde melk

Bereidingstechnieken en benodigdheden: Keukengerei · Kooktechnieken

Ingrediënten en soorten voedsel: Kruiden · specerijen · Sauzen · Soepen · Vlees · Vis · Groente · Fruit · Kaas · Pasta · Drank · Andere ingrediënten

Regionale keukens: Westers · Latijns-Amerika · Caribisch · Indiaans · Aziatisch · Indiaas · Thais · Midden-Oosten · Mediterraan · Afrikaans · Polynesisch · Chinees · Filipijns

Culinaire geschiedenis: Oud-Romeinse keuken · Middeleeuwse kookkunst

Zie ook: Horeca · Wikibooks-kookboek

Portaal:  Eten & Drinken